# Lago Rangrim
El lago Rangrim, también conocido como lago Nangnim, es un lago artificial en las montañas Rangrim de la provincia de Chagang, en el norte de Corea del Norte. Se formó represando el valle de un río para producir hidroelectricidad. El lago, con sus hábitats adyacentes de bosques templados de frondosas y mixtos, ha sido identificado por BirdLife International como un Área Importante para la conservación de aves (IBA) de 8600 hectáreas. Se encuentra a una altitud de 700 a 1700 metros sobre el nivel del mar.